# Pavesi (azienda)
Pavesi è un marchio italiano specializzato nella produzione di cracker, biscotti da prima colazione e snack. In origine appartenente all'omonima azienda fondata a Novara nel 1937 da Mario Pavesi, fa ora parte del gruppo Barilla.

## Storia
La società è stata fondata nel 1937 a Novara da Mario Pavesi, pasticciere pavese, inizialmente producendo biscotti e, principalmente i tradizionali Biscottini di Novara, denominati con il celebre appellativo di Pavesini. Nel 1953 Pavesi si trasforma in società per azioni e muta la sua ragione sociale in Pavesi Biscottini di Novara Spa. Nel 1954 inaugura la produzione di cracker. Sempre agli inizi degli anni cinquanta, Pavesi costituisce EPEA (acronimo di Esercizio Pasticceria E Affini), società appositamente costituita per le attività di ristorazione autostradale. Nel 1962 nasce l'Autogrill Pavesi: sull'Autostrada A4, nei pressi del casello di Novara, amplia un proprio piccolo punto di ristoro, già presente dal 1947, trasformandolo in un autogrill con struttura a cavallo di entrambe le corsie di marcia.
Nel 1957 viene creato il ramo d'azienda con il marchio Pai (Prodotti Alimentari Internazionali) per la produzione di patatine fritte e snack salati, in seguito ceduto alla San Carlo di Milano.
Nel 1965 viene lanciata sul mercato una merendina denominata Duetto; l'anno successivo, l'identica denominazione fu scelta per il nuovo modello spider dell'Alfa Romeo. Ne nacque un contenzioso legale che si risolse a favore della Pavesi, costringendo Alfa Romeo a modificare la denominazione del modello.
In un'ottica di introduzione sul mercato italiano di biscotti farciti e al cioccolato, Pavesi inizia una collaborazione con la società americana Sunshine Biscuits. Inizia così nel 1967 la produzione dei Ringo, biscotti snack farciti, e nel 1970 dei Togo, biscotti ricoperti di cioccolato, e dei Tresor, biscotti dalla forma simile ai Pavesini ricoperti con granella di zucchero e striature di cioccolato. Verso la fine degli anni sessanta la Italpi, una finanziaria controllata da Edison, in procinto di diversificare i suoi business, rileva il 50% di Pavesi, il 48% di Pai ed il 42% di EPEA, assumendo così progressivamente il controllo dell'azienda. Dopo la fusione della stessa Edison con la Montecatini e la contestuale nascita della Montedison, nel 1971 Mario Pavesi decide di cedere al neocostituito gruppo industriale italiano le quote residuali della società da lui fondata, in cambio della proprietà del Rabarbaro Zucca, la cui gestione affidò ai figli. Contemporaneamente, Montedison decide di inglobare la neoacquisita Pavesi e le altre sue attività alimentari nell'Alimont, società che deteneva aziende come Bertolli, De Rica, Bellentani. Nel 1974 il 50% di Alimont viene rilevato da SME, la società finanziaria statale per il settore alimentare, che le cambia ragione sociale in Alivar.
Nel 1977 EPEA, che controllava la rete di più di cento autogrill Pavesi, confluisce insieme alla divisione di ristorazione autostradale di Unidal (Motta ed Alemagna) nella Autogrill S.p.A., società anch'essa controllata da SME. Nel 1987 l'azienda inizia a commercializzare i biscotti Gocciole che in breve tempo diventano uno dei prodotti di punta della Pavesi, realizzati negli anni seguenti in numerose varianti.
Nel 1990, a seguito della decisione della SME di privatizzare il comparto dei prodotti da forno, viene costituita la joint venture Pavesi s.p.a., con azionisti la stessa SME e Barilla, in cui il gruppo di proprietà dell'IRI deteneva il 51% delle quote e Barilla il restante 49%. Nella neocostituita società confluirono le attività dei prodotti a marchio Pavesi insieme al ramo di attività dei Crackers Motta. 
Nel maggio 1992 la società sarà di fatto privatizzata, perché Barilla, rilevando da SME un ulteriore 10% delle quote della joint venture, ne divenne azionista di maggioranza al 59%, assumendone di fatto il controllo. Nel gennaio 1993, SME cederà sempre a Barilla il residuo 41% delle quote di Pavesi ancora in suo possesso, che diventerà in questo modo unica proprietaria dell'azienda e dei marchi detenuti. Ancora oggi la produzione della Pavesi è focalizzata in tre settori principali: cracker, biscotti da prima colazione e snack.

## Attività
Produzione e vendita di cracker, biscotti da prima colazione e snack.

## Archivio
La documentazione relativa all'attività della Pavesi è conservata presso l'Archivio storico Barilla, che raccoglie la documentazione della Barilla e delle aziende ad essa in vario modo collegate.